# 닉 애덤스 (등장인물)
니컬러스 애덤스(영어: Nicholas Adams), 줄여서 닉 애덤스(Nick Adams)는 미국의 작가 어니스트 헤밍웨이가 1920년대부터 1930년대까지 쓴 많은 단편 소설에서 등장하는 가상의 인물이다. 애덤스는 헤밍웨이가 겪은 경험에서 일부 영감을 받았다. 애덤스는 제1차 세계 대전에 국제 적십자·적신월 운동으로 참전하였다. 헤밍웨이가 쓴 첫 닉 애덤스의 작품은 1925년에 발간한 단편집 《우리들의 시대에》에 수록된 〈인디언 부락〉에 처음으로 수록됐다.
이후 더 많은 작품들은 1972년에 사후 발매된 《닉 애덤스 이야기》에 수록되었다.